# Tretjärnarna (Offerdals socken, Jämtland, 706321-138618)
Tretjärnarna är en sjö i Krokoms kommun i Jämtland och ingår i Indalsälvens huvudavrinningsområde. Sjöns area är 0,029 kvadratkilometer och den befinner sig 480 meter över havet.